# Famille Picoté de Belestre
Cette page explique l’histoire ou répertorie les différents membres de la famille Picoté de Belestre.
Les Picoté de Belestre (aussi orthographiés Belêtre, Debelêtre, etc.) sont une famille qui joua un rôle important dans les débuts de la Nouvelle-France.

## Personnalités
- Pierre Picoté dit Belestre (vers 1636-1679), émigrant en Nouvelle-France en 1659, chef de la défense de Montréal contre les Iroquois aux côtés de Charles Le Moyne dans les années 1660[1]. En tant que commandant de Montréal, il hérite de la terre du héros canadien Dollard des Ormeaux[2] qu'il aurait failli accompagner (selon certains sources) dans son expédition[3]. Il commande des troupes de Montréal lors de l'expédition menée contre les Iroquois par Daniel de Rémy de Courcelles. Il épouse Marie Pars (ou Part) dont il aura au moins 5 enfants :
  - François Marie Picoté (lire plus bas) ;
  - Françoise ;
  - Geneviève Jeanne Picoté de Bélestre (lire plus bas) ;
  - Hélène (qui épouse Antoine Lafrenay de Brucy[4], puis Jean-Baptiste Céloron de Blainville) ;
  - Marie Anne Picoté de Bélestre (lire plus bas).
- Jeanne Geneviève Picoté de Belestre, amante du premier héros canadien Pierre LeMoyne d'Iberville, ce qui déclencha un grand scandale moral et juridique en Nouvelle-France (en 1686-1688)[5],[6].
- Marie Anne Picoté de Belestre (1674-1714), épouse d'Alphonse de Tonty de Paludy, cofondateur de la ville de Detroit. Elle reste connue dans le Michigan comme première femme de Détroit[7],[8].
- François-Marie Picoté de Belestre (1716-1793) (fils de François Marie Picoté (qui épouse Marie Catherine Trottier), officier, commandant du fort de Détroit, député québécois.